# Бохогина (Ботошани)
Бохогина (рум. Bohoghina) насеље је у Румунији у округу Ботошани у општини Бучеча. Oпштина се налази на надморској висини од 284 m.

## Становништво
Према подацима из 2002. године у насељу је живело 179 становника, од којих су сви румунске националности.